# Solaster stimpsoni
Solaster stimpsoni är en sjöstjärneart som beskrevs av Addison Emery Verrill 1880. Solaster stimpsoni ingår i släktet Solaster och familjen solsjöstjärnor. Inga underarter finns listade i Catalogue of Life.

## Bildgalleri

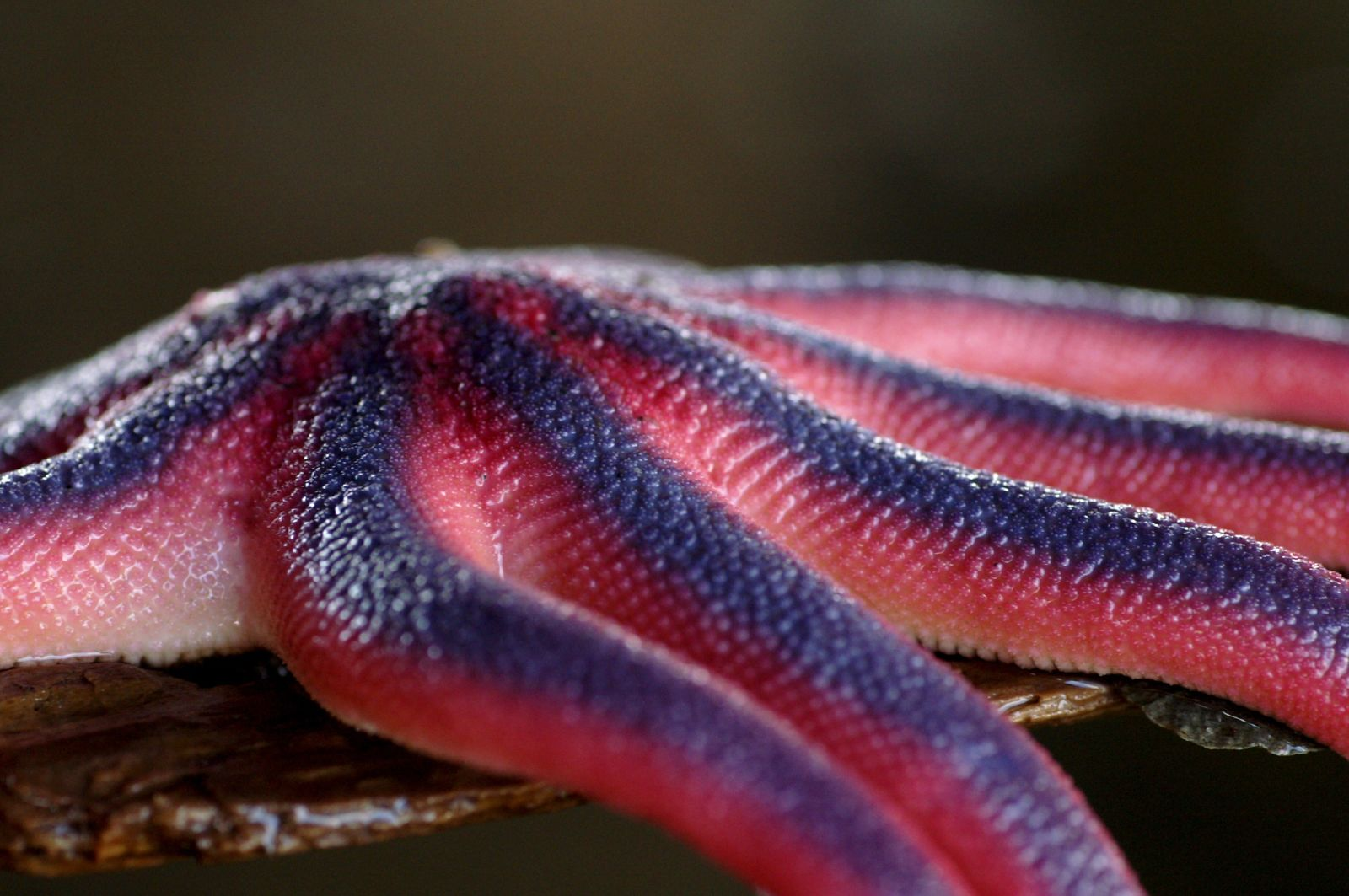